# Albert Edward Conway
Albert Edward Conway, novozelandski general, * 7. april 1891, † 1974.